# 若森栄樹
若森 栄樹（わかもり よしき、1946年 - ）は、日本のフランス哲学者、批評家、獨協大学名誉教授。現代フランス文学・思想専攻。

## 来歴
東京都生まれ。東京大学大学院仏文科修士課程修了。ラカン学会理事。
1991年、『湾岸戦争に反対する文学者声明』に対して、「湾岸戦争、天皇制、署名」で批判し、日本国憲法に則って反戦を主張することは、天皇制を認めることになると論じた。

## 著書
- 『精神分析の空間 ラカンの分析理論』（弘文堂） 1988
- 『日本の歌 憲法と署名の権力構造』（河出書房新社） 1995
- 『裏切りの哲学』（共編、河出書房新社、シリーズ・道徳の系譜） 1997
- 『語りのポリティクス 言語 / 越境 / 同一性をめぐる8つの試論』（岩野卓司共編、彩流社） 2008

## 翻訳
- 『子どもは絵で語る』（ロズリーヌ・ダヴィド、荻本芳信共訳、紀伊国屋書店） 1984
- 『白日の狂気』（モーリス・ブランショ、田中淳一共訳、朝日出版社、ポストモダン叢書） 1985
- 『絵葉書 ソクラテスからフロイトへ、そしてその彼方 1』（ジャック・デリダ、大西雅一郎共訳、水声社） 2007